# اورگانومتالیکس
اورگانومتالیکس(به انگلیسی: Organometallics) نشریه‌ای علمی در زمینه شیمی آلی فلزی با داوری همتا است که توسط انجمن شیمی آمریکا منتشر می‌شود.این نشریه در سال ۲۰۱۰ دارای ضریب تاثیر ۳٫۸۸۸ شناخته شد.